# Segmentació (zoologia)
La segmentació és un procés embriològic primerenc que consisteix en una sèrie de divisions cel·lulars (mitosi) de l'òvul fecundat (zigot) que es produeixen abans de la gastrulació i que està condicionat per la morfologia de l'ou i en particular amb la quantitat de vitel que conté. Les cèl·lules resultants de la divisió del zigot es denominen blastòmers i formen una massa compacta denominada mòrula; a partir d'aquesta es forma la blàstula i posteriorment la gàstrula.

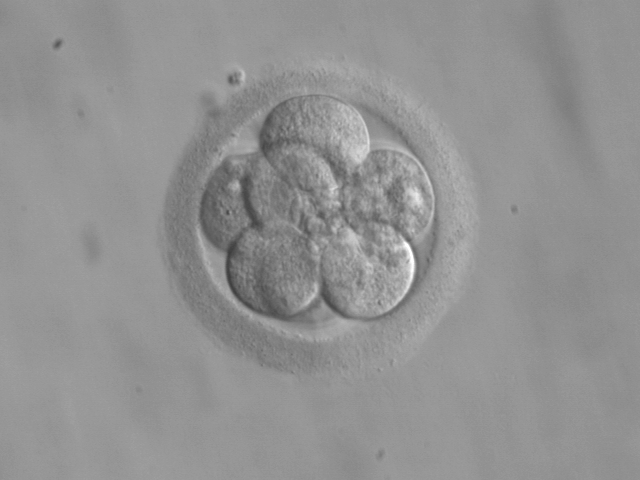
Embrió després de tres mitosis (vuit cèl·lules)

## Tipus de segmentació
El tipus de segmentació està estretament relacionat amb la morfologia del zigot, i en particular amb la quantitat i la disposició del seu vitel, la qual cosa, al seu torn, depèn de les característiques de l'òvul (l'espermatozoide no conté substàncies de reserva). Segons aquest criteri, es distingeixen dos tipus bàsics de segmentació, encara que cal tenir en compte que entre ells hi ha molts altres intermedis, segons la quantitat de vitel de l'ou i la seva disposició. En altres casos, com el dels ous alecítics dels mamífers placentaris, al perdre secundàriament el vitel, inicia la seva segmentació de manera holoblàstica i la contínua de manera meroblàstica.

### Segmentació total o holoblàstica
És típica dels ous que tenen poc vitel i en cada divisió participa tot el zigot. Per tant, es dona bàsicament en ous isolecítics i heterolecítics. Al seu torn, la segmentació total pot ser igual o desigual.
- Segmentació total igual. És pròpia d'alguns ous isolecítics; tots els blastòmers tenen les mateixes dimensions.

- Segmentació total desigual. És el tipus de segmentació total més estès, ja que es dona en la majoria d'ous isolecítics i en tots els heterolecítics. S'hi distingeixen dos tipus de blastòmers, els micròmers, petits i situats en el pol animal, i els macròmers, més grans i situats en el pol vegetatiu.

### Segmentació parcial o meroblàstica
Es dona quan l'ou conté molt vitel i solament es divideix el pol animal, formant-se un petit casquet de cèl·lules sobre el vitel. La segmentació no afecta el pol vegetatiu i la major part del vitel queda sense segmentar. Aquest tipus de segmentació presenta dues modalitats:
- Segmentació parcial discoïdal. És característica dels ous telolecítics. La divisió solament afecta a un disc citoplasmàtic pròxim al pol animal i la part inferior (pol vegetatiu) no se segmenta; a continuació es forma un disc de blastòmers, la blastoderma o blastodisc, a partir del qual es formarà l'embrió, que reposarà sobre la massa vitel·lina. Es dona en peixos, rèptils i aus, entre d'altres.

- Segmentació parcial superficial. És típica dels ous centrolecítics. El nucli es divideix repetides vegades sense que apareguin límits cel·lulars definits dintre de la massa vitel·lina; després, els nuclis emigren cap al citoplasma perifèric i es disposen formant una capa sincitial; finalment sorgeixen els límits cel·lulars que delimiten un blastoderma perifèrica al voltant del vitel central no segmentat. Ocorre típicament en artròpodes.

Una altra classificació de la segmentació es fonamenta en la destinació dels blastòmers:

### Segmentació indeterminada
Es dona principalment en els deuterostomats. Cada blastòmer, si se separa experimentalment, dona origen a un individu complet.

### Segmentació determinada
Es dona, sobretot, en protostomats. Cada blastòmer, separat experimentalment, solament origina una part determinada de l'animal, la mateixa que hauria donat en el cas de no haver-se separat.
Una altra diferència en el tipus de segmentació consisteix en el plànol segons el qual es divideixen els blastòmers i, per tant, en la disposició que aquests adopten. Així, es distingeixen dos tipus principals, que solament es posen clarament de manifest en la segmentació holoblàstica:

### Segmentació radial
La segmentació radial és indeterminada i es dona principalment en deuterostomats (per exemple, els equinoderms, hemicordats i cordats). Durant la segmentació s'estableix una alternança regular de solcs de divisió meridians i longitudinals; els primers delimiten regions de blastòmers verticals, mentre que els segons condueixen a la formació de blastòmers disposats en files horitzontals. Així s'estableix una simetria radial respecte de l'eix de polaritat de la blàstula.

### Segmentació espiral
La segmentació espiral és determinada i molt característica dels protostomats (per exemple, els platihelmints, la majoria dels mol·luscs, anèl·lids, nemertins, etc.). Els plànols de segmentació són oblics amb relació a l'eix de l'ou. Els blastòmers fills es col·loquen entre els blastòmers pares i queden disposats en capes horitzontals, amb els blastòmers en posició alternada, pel que es disposen en espiral.
Aquests dos tipus de segmentació representen una dicotomia ancestral, la divergència evolutiva dels metazous bilaterals en dos llinatges separats, protòstoms i deuteròstoms.